# Demokrat Parti
|  | Aquest article tracta sobre el partit històric turc. Si cerqueu el partit actual, vegeu «Partit Democràtic (Turquia)». |

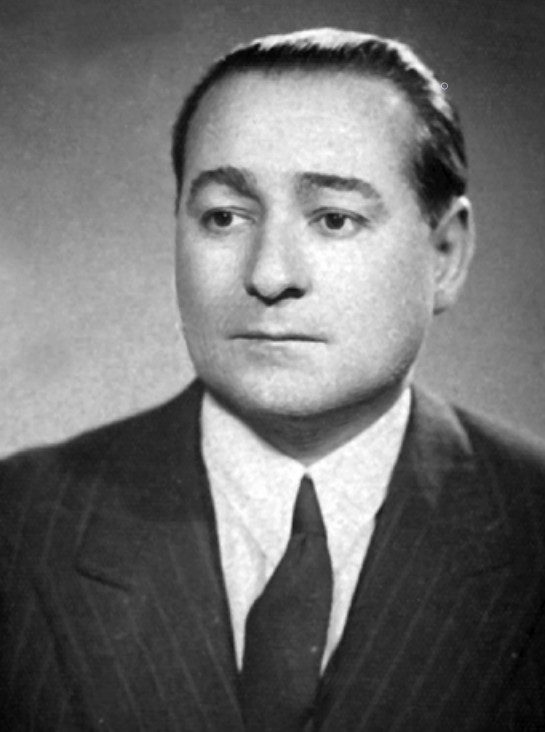
Adnan Menderes, Primer Ministre entre 1950 i 1960

El Partit Demòcrata (Demokrat Parti en turc) fou un partit polític de Turquia registrat el 7 de gener de 1946. El van formar antics membres del Partit Republicà del Poble (kemalista), de l'ala dretana. A les eleccions generals del juliol següent va presentar 273 candidats (per 463 escons) i 64 foren elegits, formant el principal grup de l'oposició. El 7 de gener de 1947 va fer el seu primer congrés. Un grup de diputats es va escindir i va formar el Millet Partisi (Partit de la Nació) el juliol de 1948 i el partit va reduir la seva representació a 31 diputats al parlament. A les eleccions del maig del 1950 va obtenir la majoria relativa i va assolir el govern que va conservar deu anys amb Celal Bayar i Adnan Menderes com a president i primer ministre, amb una política de dretes i prooccidental. A les eleccions del 1954 va obtenir majoria absoluta però el 1957 va retrocedir i només va obtenir una reduïda majoria relativa. El cop d'estat del 27 de maig de 1960 dirigit pel general Cemal Gürsel i el Comitè d'Unitat Nacional, el va apartar del poder i fou formalment dissolt el 29 de setembre de 1960. Menderes fou executat.
El 1962 es va fundar el Partit de la Justícia (Adalet Partisi, AP), el principal líder del qual fou Süleyman Demirel amb la mateixa ideologia, però fou dissolt pel cop d'estat de 12 de setembre de 1980 com altres partits polítics. El 1983 Demirel va fundar el Partit de la Recta Via (Doğru Yol Partisi, DYP), successor de l'AP en ideologia però amb un programa secular. Però militars i conservadors van suprimir el partit que fou declarat il·legal poc temps després, encara que després, el 1987, fou legalitzat. Va guanyar les eleccions de 1991 enfront del Partit de la Mare Pàtria (Anavatan Partisi, ANAP) obtenint majoria absoluta; Süleyman Demirel va tornar a ser primer ministre; va confirmar la seva majoria el 1993. Demirel fou escollit President de Turquia i el partit fou dirigit per Tansu Çiller, primera dona turca que arribà al càrrec de primera ministra.
Mentrestant un Partit Demòcrata fou refundat el novembre de 1992 dirigit per Hayrettin Erkmen i Aydın Menderes (fill d'Adnan Menderes) i des de 1994 només pel segon; però Aydın Menderes va ferir en accident de tràfic el 1996. (M. 23 de desembre de 2011.)
A les eleccions de 2002 va obtenir el 9,5% (mínim 10% per entrar al Parlament) però mercès a independents va controlar 4 escons (d'un total de 550). El lideratge del partit va passar a Mehmet Ağar. El 5 de maig de 2007 el Partit de la Recta Via i el Partit de la Mare Pàtria van anunciar la fusió per formar el nou Demokrat Parti. Encara que el Partit de la Recta Via va canviar el seu nom, i se suposava que l'ANAP se li uniria, finalment aquest partit es va fer enrere (només va anunciar que no aniria a les següents eleccions). Així realment el que es va produir fou un canvi de nom de Partit de la Recta Via (Doğru Yol Partisi) a Partit Demòcrata (Demokrat Parti). A les eleccions poc després, el Partit Demòcrata va obtenir el 6% i Ağar va dimitir.